# Legio I Flavia Gallicana Constantia
Legio I Flavia Gallicana Constantia (I Флавіїв Галльський Надійний легіон) — римський легіон часів пізньої імперії.

## Історія
Легіон утворено під час військової реформи Костянтина I у 324–337 роках. Отримав назву Флавіїв на честь династії Костянтина (звалася 2-ю Флавієвою). Розташовано у Арморіці (частина сучасної Бретані та Нормандії у Франції), що була частиною Галлії. Мав статус лімітанів (прикордонників). Тому став зватися Gallicana. Він підпорядковувався дуксу Арморики та Нервії, відповідаючи за захист узбережжя від франкських піратів.
Після смерті Костянтина I 337 року не брав участь у боротьбі за владу, але підтримав синів Костянтина. Проте згодом перейшов на бік Константа у протистоянні з Костянтином II. У 350 році перейшов на бік узурпатора Магненція. Втім не брав участі у протистоянні з імператором Констанція II. У 352 році перейшов на бік останнього. Тоді ж або трохи пізніше отримав ім'я «Надійного» (Constantia). Перед перським походом імператора з легіону відокремлено загін вексиларіїв, який перетворено у самостійний легіон Legio I Flavia Constantia.
У 375 році визнав Юліана імператором. Втім залишався у Армориці, забезпечуючи захист узбережжя від піратів. Тоді ж отримує статус псевдокомітатів. Підпорядковувався magister peditum praesentalis (очільнику усієї піхоти імперії).
У 390—410-х роках відповідно до Переліку почесних посад (Notitia Dignitatum) легіон все ще стояв в Армориці й підпорядковувався начальнику кінноти Галлії (magister equitum Galliarum). Ймовірно припинив своє існування після поразки Сіагрія.